# Wąska (rzeka)
Wąska – rzeka w województwie warmińsko-mazurskim, dopływ Jeziora Drużno.
Długość Wąskiej wynosi 46 km. Rzeka wypływa z północno-zachodniej, przykrawędziowej strefie Pojezierza Iławskiego. W górnym odcinku przepływa przez Jezioro Zimnochy i Jezioro Okonie. Środkowy odcinek, leżący w obrębie Równiny Warmińskiej płynie głęboką doliną. Poniżej Pasłęka wpływa na Żuławy Wiślane i jako obwałowana rzeka uchodzi do jeziora Druzno. 
Pod względem administracyjnym Wąska przepływa przez gminy: Miłakowo, Godkowo, Pasłęk i Elbląg.
Jej zlewnia zajmuje powierzchnię 254,4 km² i obejmuje obszar rolniczo-leśny o zróżnicowanej rzeźbie. W obrębie górnej części zlewni znajduje się Obszar Chronionego Krajobrazu Rzeki Wąskiej, obszar Natura 2000 SOO Uroczysko Markowo i Rezerwat przyrody Dęby w Krukach Pasłęckich. Środkowy odcinek przepływa przez obszar Natura 2000 SOO Murawy koło Pasłęka, zaś dolny znajduje się na terenie Obszaru Chronionego Krajobrazu Jeziora Drużno i obszaru Natura 2000 Jezioro Drużno PLB280013.
Rzeka Wąska jest odbiornikiem ścieków z mechaniczno-biologicznych oczyszczalni ścieków w Pasłęku i Węzinie. Przeprowadzone w 2004 roku badania stanu czystości wód wykazały IV klasę czystości.